# 歌川国雪
歌川 国雪（うたがわ くにゆき、生没年不詳）とは、明治時代の浮世絵師。

## 来歴
『浮世絵師便覧』によれば二代目歌川国貞の門人、梅章と号したという。ただし『浮世絵師人名辞書』には「国雪」と称した者が三代目豊国門人と四代目国貞門人で二人いたとしており、その経歴については定かではない。明治21年（1888年）刊行の『紅紫並帯花』には「国雪」と落款した挿絵がある。